# アクゾノーベル
アクゾノーベル（オランダ語: Akzo Nobel N.V.）は、オランダ・アムステルダムに本社を置く化学メーカー。世界約60カ国に拠点を持ち、塗料分野における世界大手となっている。日本法人は塗料事業に特化した「アクゾノーベルコーティング株式会社」がある。ユーロネクスト・アムステルダム上場企業（Euronext: AKZA ）。

## 沿革
- 1969年 - 化学繊維メーカーAKU社（Algemene Kunstzijde Unie） と、工業用塩などを製造していたKZO社（Koniklijke Zout Organon） が合併し、AKZO N.V.設立。
- 1988年 - ストウファー･ジャパン株式会社と、アクゾの代理店メルカトール・インターナショナル日本支店が合併、アクゾジャパン株式会社発足。
- 1994年2月 - スウェーデンの化学メーカー Nobel Industries AB社（1984年に、Bofors社とKemaNobel社が合併し発足）と合併し、Akzo Nobel N.V.に社名変更。
- 1994年7月 - アクゾジャパン株式会社、アクゾノーベル株式会社に社名変更。
- 2007年3月 - 医薬品部門のオルガノン（Organon）をシェリング・プラウに売却。
- 2008年1月 - イギリス・ICIを買収。
- 2018年1月 - 日本法人、塗料事業をアクゾノーベルコーティング株式会社として分社化[2]。
- 2018年3月 - 化学品事業を米国カーライル・グループに売却し、塗料・コーティング事業に経営資源を集中させることを発表[3]。

## 日本法人の主な取扱品目
- セルロース
- 建材用セルロースエーテル系保水増粘剤、水系塗料用増粘剤
- カルボキシメチルセルロース